# Eduard Held muzeum
Eduard Held muzeum je soukromé netradiční muzeum v Zákupech, zaměřené na historii výroby karnevalového zboží od roku 1884. Muzeum ve středu města obohacuje společenský život v městečku řadou akcí i mimo své prostory.

## Historie

### Továrna
V roce 1884 založil Eduard Held na zákupském náměstí (dnes Svobody) výrobu papírových sáčků, navštívenek a kmotrovských listů. Firmu pojmenoval Erste Österreichische Pathenbrief und Luxuspapier-Fabrik. Měl v podnikání úspěch a v roce 1910 dostavěl na náměstí hlavní budovu, v níž je dnes i muzeum. 

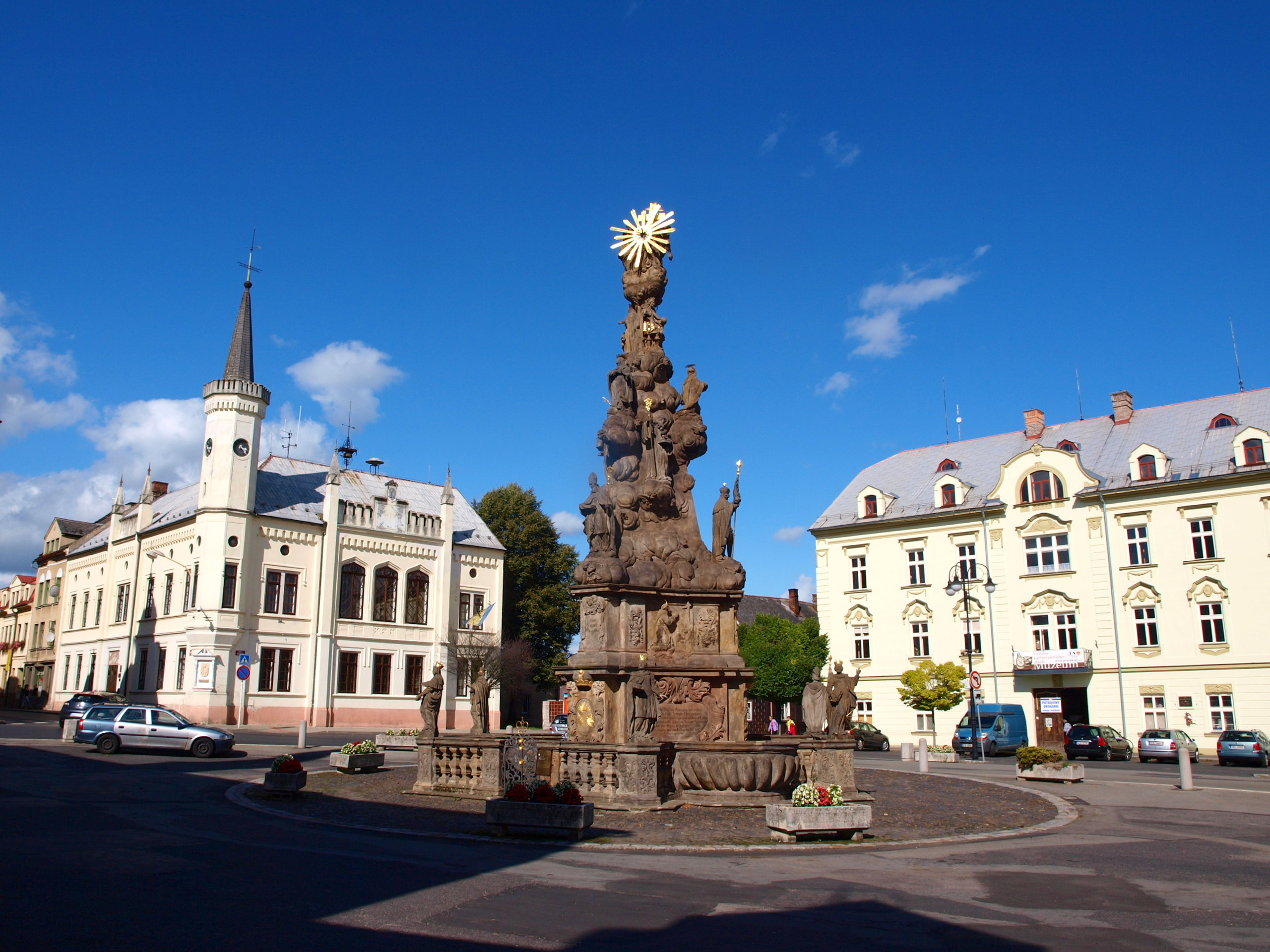
Náměstí Svobody, vpravo opravená budova muzea

Eduard Held postupně přibíral zaměstnance (za první republiky bylo v továrně zaměstnáno 200 lidí), měnil a rozšiřoval sortiment. Firma měla po roce 1930 pobočky v Drážďanech, Vídni, Budapešti a Zábřehu. Vyráběla karnevalové zboží, v období druhé světové války krabice na margarin.
Po roce 1945 se zbývající část rodiny Heldů odstěhovala, resp. byla k vystěhování donucena a továrnu převzal národní správce. Byla převedena pod národní podnik Severočeské papírny v České Kamenici, po roce 1960 byla převedena pod Okresní podnik místního průmyslu v Mimoni. Před rokem 1989 zde vyráběli až 1 250 000 prvomájových mávátek a 600 000 lampionů ročně.
Po roce 1990 podnik koupili první soukromí vlastníci, současná rodina Rydygrů jej získala v soukromé dražbě roku 1994. To již došlo pod vlivem čínské konkurence k omezení výroby.

### Muzeum
Muzeum vybudoval a zpřístupnil současný majitel firmy P.V.O Ing. Zdeněk Rydygr na náměstí Svobody vedle radnice v upravených místnostech v červenci roku 2008. Budova přezdívaná Heldovka podle jejího někdejšího majitele Eduarda Helda a zároveň tehdejšího starosty města s výstavními prostorami patří k továrně za budovou muzea, kde se dříve ve velkém vyrábělo karnevalové zboží. V srpnu 2008 pak byla v sousedství muzea v prvním patře otevřena galerie výtvarných prací.
V roce 2009 se muzeum zapojilo poprvé do zpestřování společenského života městečka zorganizováním městského karnevalu v ulicích města, přednáškami a zpřístupněním výstavy se slevou během Zákupských slavností pořádaných každoročně v září.

## Popis expozice

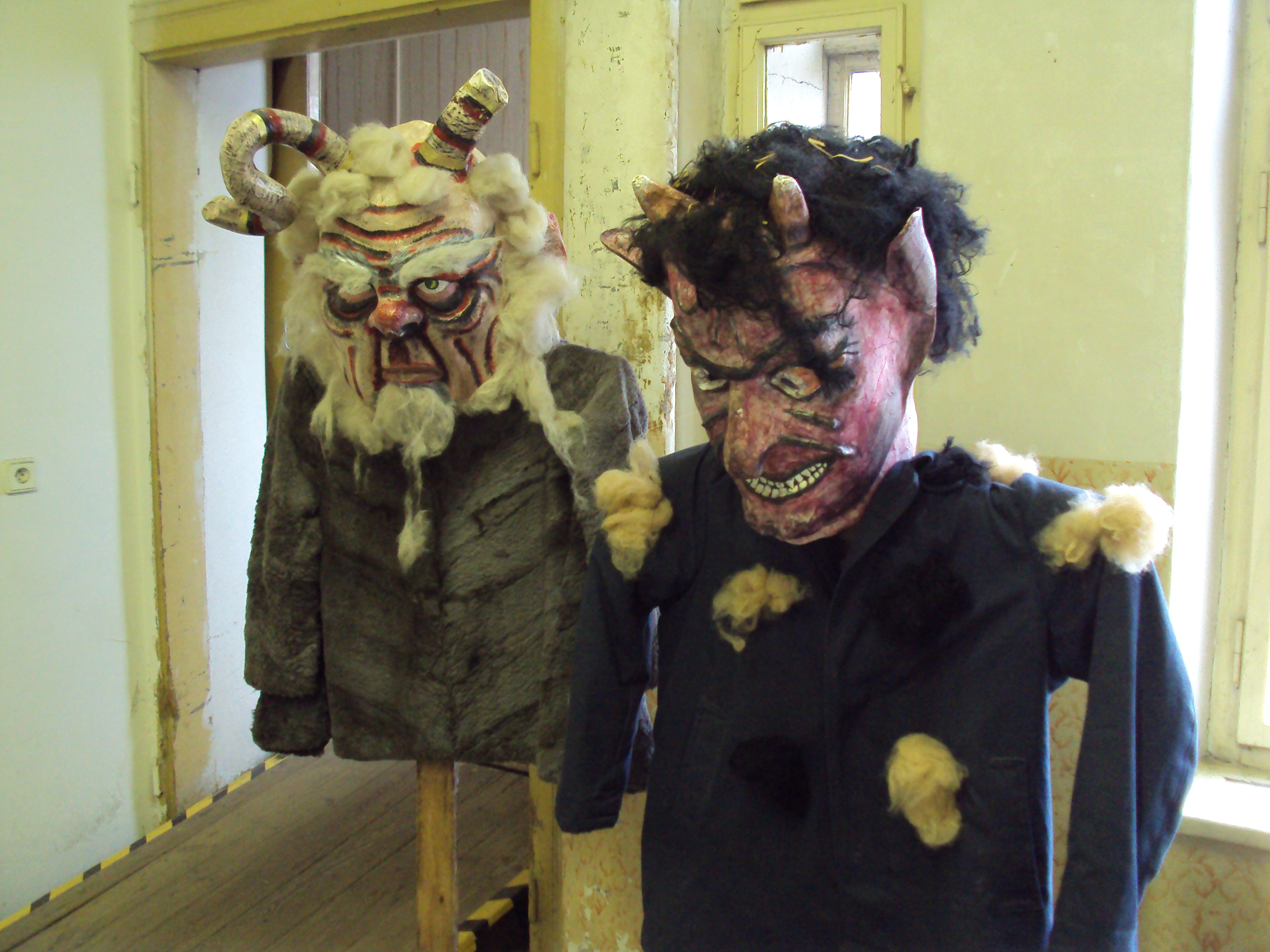
Masky na chodbě v patře

V několika místnostech prvního patra je množství archiválií týkající se historie celého města a hlavně vývoje výroby v továrně. Jsou zde desítky masek, lampionů, klobouků škrabošek, výrobních strojů a pomůcek, vše s popiskami a doplněné množstvím fotografického materiálu z továrny i města. Je zde upraveno pracoviště úředníka továrny z roku 1925 a stěny řady prostor jsou soukromou galerií obrazů.
Pravidelné prohlídky se konají v 11 a 13 hodin, případně pro objednané výpravy kdykoli.

## Galerie muzea

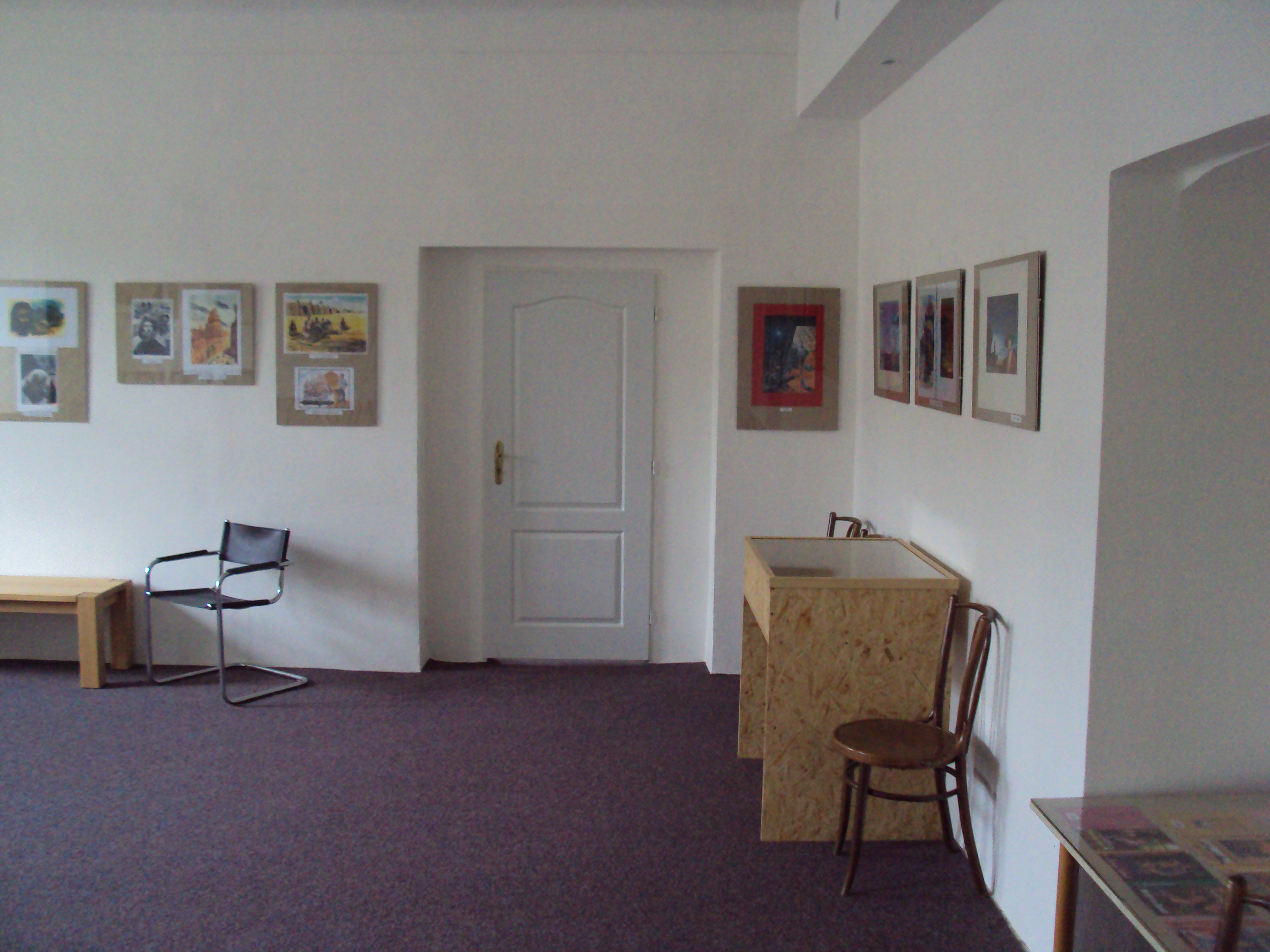
Pohled do galerie v 1. patře muzea

V galerii se pořádají výstavky (i prodejní) obrazů a grafik spojené s vernisážemi. Na jaře 2010 zde byla výstavka fotografií z Nepálu českolipského horolezce ing.Vladimíra Svítka, jejíž zahájení bylo spojeno s Dnem Tibetu a řadou doprovodných besed. V létě roku 2010 zde byla výstava akademického malíře Ondřeje Lišky z Mladé Boleslavi. Od 1. července 2012 zde byla instalována výstava k 65. výročí vzniku výsadkových vojsk v Zákupech. Dne 1. června 2013 zde byla vernisáž výstavy čokoládových obalů a forem, výstava trvala do konce srpna 2013. V květnu 2016 zde byla otevřena výstava historických kol.

## Akce mimo muzeum

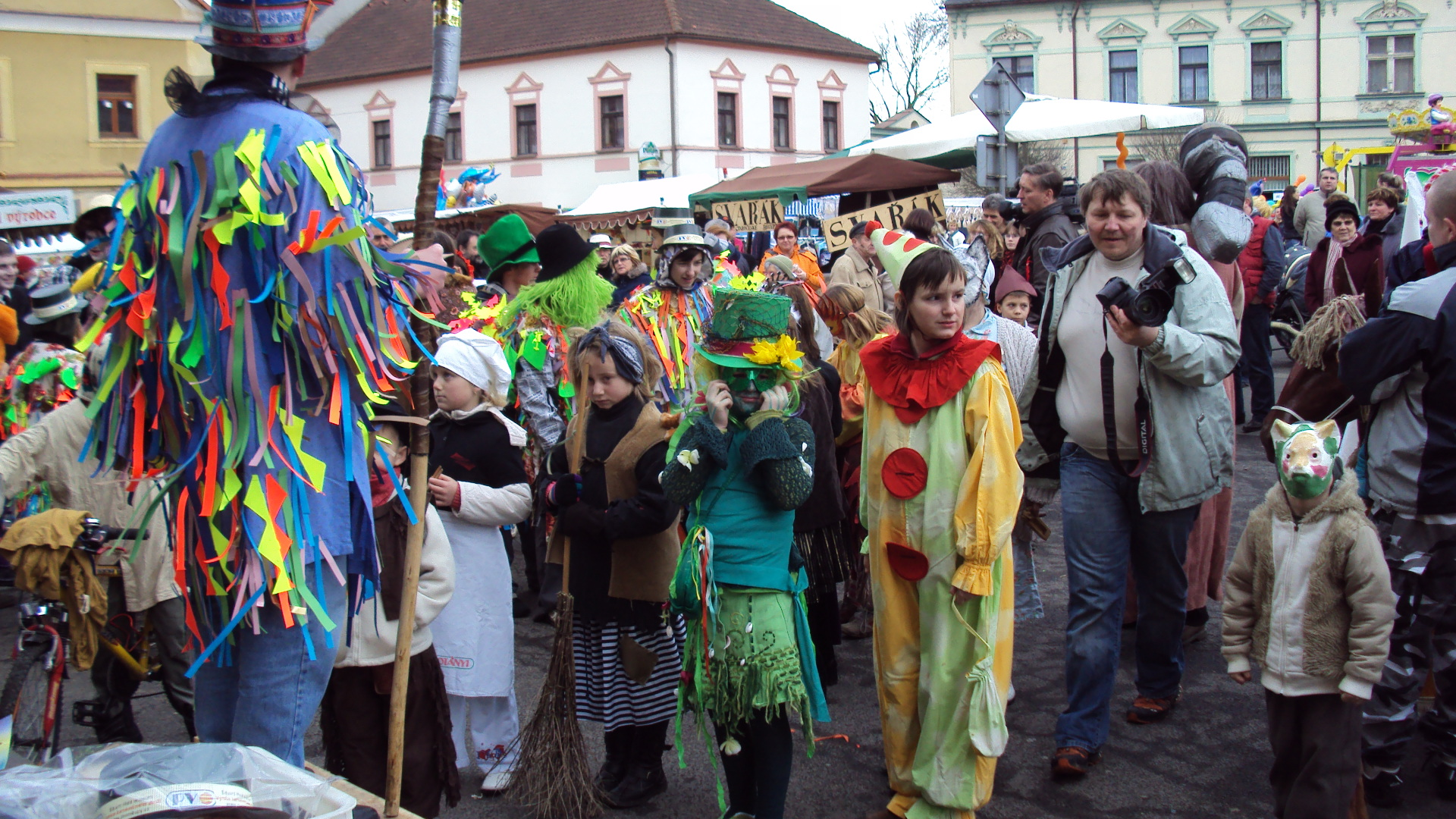
Karneval 2010 na náměstí

Na konci zimy 2009 muzeum s pomocí dobrovolníků uspořádalo první městský karneval na náměstí a v ulicích města. Druhého ročníku pestré akce se v únoru 2010 zúčastnilo několik set osob, byly zde zorganizovány různé soutěže, na náměstí byla malá pouť, účinkovali zde amatérští herci, zajištěna byla kapela. Do akce se zapojilo město, divadelní spolek Havlíček a místní škola.
Muzeum pořádá výstavy karnevalového zboží i v jiných městech, např. roce 2010 v Dubí u Teplic či v pobočce českolipského Vlastivědného muzea a galerie na Vísecké rychtě v Kravařích.
V září 2012 muzeum uspořádalo na prvním nádvoří zákupského zámku již III. severočeské setkání vozidel Framo a Barkas.